# Gitta
Gitta ist ein weiblicher Vorname.

## Herkunft und Bedeutung
Gitta ist eine Abkürzung des weiblichen Vornamens Brigitte und hat wie ebendieser einen keltischen Ursprung. Er bedeutet ins Deutsche übersetzt „Die Erhabene“.

## Namenstag
- 1. Februar (Brigida von Kildare)[1]
- 8. Oktober  (Brigitta von Schweden, früherer Gedenktag vor den 2. Vatikanischen Konzil, in Schweden: 7. Oktober, Übertragung der Gebeine)

## Bekannte Namensträgerinnen
- Gitta Alpár (1903–1991), ungarisch-amerikanische Opernsängerin, Schauspielerin und Tänzerin
- Gitta Bauer (1919–1990), Retterin während der Zeit des Nationalsozialismus und „Gerechte unter den Völkern“
- Gitta von Cetto (1908–2010), deutsche Schriftstellerin und Journalistin
- Gitta Connemann (* 1964), deutsche Politikerin (CDU) und Rechtsanwältin
- Gitta Deutsch (1924–1998), österreichisch-britische Schriftstellerin und literarische Übersetzerin
- Gitta Domik (* 1957), österreichische Informatikerin und Hochschullehrerin
- Gitta Escher (* 1957), deutsche Geräteturnerin
- Gitta Franken (* 1959), deutsche Autorin und Liedermacherin
- Gitta Gsell (* 1953), Schweizer Filmregisseurin
- Gitta Günther (* 1936), deutsche Archivarin, Sachbuchautorin und Herausgeberin
- Gitta Kahle (* 1963), deutsche Jazzmusikerin
- Gitta Kutyniok (* 1972), deutsche Mathematikerin
- Gitta Lind (1925–1974), deutsche Schlagersängerin
- Gitta Mallasz (1907–1992), ungarische Grafikerin, Malerin sowie Autorin und „Gerechte unter den Völkern“
- Gitta Nickel (1936–2023), deutsche Filmemacherin
- Gitta Rost (* 1943), deutsche Badmintonspielerin
- Gitta Saxx (* 1965), deutsches Fotomodell, Fotografin, Buchautorin und DJ
- Gitta Schüßler (* 1961), deutsche Politikerin (NPD)
- Gitta Schweighöfer (* 1954), deutsche Film- und Theaterschauspielerin
- Gitta Sereny, CBE (1921–2012), britische Biografin, Historikerin und freie Journalistin
- Gitta Trauernicht (* 1951), deutsche Politikerin (SPD)
- Gitta Uhlig (1960–2018), deutsche Casterin
- Gitta Walther (1940–2014), deutsche Sängerin und Autorin